# De Demervallei
De Demervallei este o arie protejată (arie specială de conservare — SAC, sit de importanță comunitară — SCI, arie de protecție specială avifaunistică — SPA) din Belgia întinsă pe o suprafață de 6.457 ha, integral pe uscat.

## Localizare
Centrul sitului De Demervallei este situat la coordonatele 51°01′00″N 5°11′00″E / 51.0167°N 5.1833°E.

## Înființare
Situl De Demervallei a fost declarat arie de protecție specială avifaunistică în octombrie 1988 pentru a proteja 13 specii de animale. Alte tipuri de protecție:
- sit de importanță comunitară (în ianuarie 1900)
- arie specială de conservare (în ianuarie 1900)[1][2]

## Biodiversitate
Situată în ecoregiunea atlantică, aria protejată nu include niciun habitat protejat.
La baza desemnării sitului se află mai multe specii protejate de  păsări (13): pescăruș albastru (Alcedo atthis), rață pestriță (Anas strepera), buhai de baltă (Botaurus stellaris), erete de stuf (Circus aeruginosus), erete vânăt (Circus cyaneus), cristeiul de câmp (Crex crex), ciocănitoare neagră (Dryocopus martius), egretă albă (Egretta alba), stârc pitic (Ixobrychus minutus), sfrâncioc roșiatic (Lanius collurio), gușă albastră (Luscinia svecica), viespar (Pernis apivorus), cresteț pestriț (Porzana porzana).